# كاثرين ماور
كانت كاثرين ماور (1803-11 أبريل 1877) نحاتة معمارية عملت جنبًا إلى جنب مع زوجها روبرت ماور، وأدارت ساحة العائلة الحجرية كنحاتة رئيسية في شارع جورج العظيم في ليدز، غرب يوركشاير بإنجلترا بعد وفاته في عام 1854 حتى عام 1859. كان النحات الرئيسي الآخر في شركتها بين عامي 1854 و1859، والتي كانت تُعرف باسم السيدة ماور، ابن أخيها ويليام إنجل الذي أشرف على ساحة الحجر والأعمال في الموقع منذ عام 1854. كان متدربوها ماثيو تايلور، وبنيامين بايلر وابنها تشارلز ماور. حصل جميع المتدربين فيما بعد على وظائف مستقلة كنحاتين. واصلت ماور العمل جنبًا إلى جنب مع تشارلز وابن أخيها ويليام في شركتها ماور وإنجل في نفس العنوان، وذلك بعد أن بلغ ابنها سن الرشد في عام 1870. كانت كاثرين عضوًا مؤسسًا في مجموعة ماور، التي تضم جميع نحاتي ليدز المعماريين المذكورين أعلاه. أنتجت مجموعة ماور خلال حياتها صورًا نابضة بالحياة وغالبًا ما كانت غير مبهجة ومليئة بالحركة، بما في ذلك صور رجال بشوارب طويلة وأفواه غائرة. استمرت هذه اللوحات بعد وفاة روبرت ماور وويليام إنجل، ولكنها توقفت عن الظهور عند وفاتها في عام 1877. نستنتج منطقيًا أن أسلوب العمل هذا كان خاصًا بها.

## أعمال كاثرين ماور

### نصب ماور التذكاري، وودهاوس، بعد عام 1854
أُدرِج هذا النصب التذكاري لروبرت وكاثرين ماور، في باحة كنيسة القديس مرقس، طريق القديس مرقس، وودهاوس، ليدز، في المباني من الدرجة الثانية. لم يُسجَّل النحات، ولكن عندما توفي روبرت كان تشارلز في السادسة عشر من عمره، وكان في المراحل الأولى من تدريبه المهني، وبما أن هذا العمل كان عمل نحته شخص ناضج، فربما كانت كاثرين هي من نحتته. نُحِت النصب قبل وفاة كاثرين، وذلك لأن نصبها التذكاري أضيف بعد نصب روبرت على يد أكثر جرأة ومختلفة قليلًا. هناك نقوش إضافية على القبر تشير إلى والدة كاثرين وأختها إليزابيث وماري آن سكريفن (اللتان ماتتا في عام 1841 و1861 على التوالي). لم تكن الجرة ولا رأسي الملاكين موجودين بين عام 1987 عندما وُضِع النصب التذكاري، وفي عام 2015 عندما صوِّر بالجيوغراف. تصف إنجلترا التاريخية النصب التذكاري اعتبارًا من عام 1987:
«هو حجر منحوت ومنقوش. منصة مصبوبة، وقاعدة متدرجة دائرية مثبتة بين قوسين تدعم ملاكين بحجم إنسان تقريبًا يلفان العمود المنقوش (الذي تعلوه جرّة) بإكليل من الزهور. انفصل نصف الجرة عن الباقي».

### نصب سوزانا بليزارد التذكاري، القديس مرقس، وودهاوس، 1856
أُدرِج هذا النصب في المباني من الدرجة الثانية. صُمِمت كنيسة القديس مرقس من قبل المهندسين المعماريين بيتر أتكينسون وريتشارد هي شارب في عام 1823، وكُرِّست في 13 يناير 1826، وأُغلِقت في عام 2001. اشترتها كنيسة البواية في عام 2008، وأعيد افتتاحها في 5 يونيو 2014. كانت كاثرين ماور مسؤولة عن مقبرة سوزانا بليزارد في عام 1856.

وُضِع نصب بليزارد التذكاري تحت نافذة زجاجية ملونة بثلاثة أضواء صممها مايكل وآرثر أوكونور من لندن لتوضيح العشاء الأخير و«تعليم يسوع عن الأطفال الصغار». وصفت صحيفة ليدز إنتيليجنسر مقبرة سوزانا بليزارد في عام 1856:
«نصب تذكاري جميل نُفِّذ في كاين ستون، وهو على الطراز المعماري العمودي، ونُصِّب تحت النافذة الشمالية الشرقية للكنيسة. يتكون التصميم من قنطرة قبر واحد عليها زخرفة معلقة مرققة مرتين، والركنيات مليئة بأوراق الشجر، وعليها الحرفين «إس. بي.» مع دعامة مقولبة عميقة وقنطرة، مع زخارف ونص منقوش. تمتلئ الركنيات الموجودة فوق القنطرة بقماطات مقطوعة، يعلوها بالكامل إفريز غني بالزخارف ووردة تيودور. الأكتاف الموجودة على الجانب مبطنة، مع تجاويف جدارية ومظلات غنية متعقفة، تنتهي بتاج منحوت وملائكة في وضع راكع. إن قاعدة القبر، حيث يوضع الشخص الراقد عادة، مملوءة بألواح رباعية الأوراق ونص منقوش على حافة القالب. أما في الجزء الخلفي من التجويف، فيوجد النقش التالي، بأحرف العصور الوسطى المزخرفة: سوزانا بليزارد، توفيت في 31 مارس 1855. صُمِّم النصب من قبل السيدين دوبسون وكورلي، المهندسين المعماريين من ليدز، ولكن السيد ماور هو منفّذ كل شيء في هذه المدينة، وهو عمل سيتحمّل التفتيش الدقيق. (ليدز إنتيليجينسر، 18 أكتوبر 1856).

### القديس مرقس سابقًا، مور السفلية، برادفورد، 1855-1857
يقع هذا المبنى المدرج في الدرجة الثانية على طريق هدرسفيلد بمور السفلية في برادفورد، وصممه مالينسون وهيلي بأسلوب مُزين قديم مع برج يبلغ ارتفاعه 80 قدمًا. وضعت كاثرين ماور النقش على الحجر في جميع أنحاء الكنيسة. وُضِع حجر الأساس في 19 نوفمبر 1855، وكُرِّس المبنى في 11 مارس 1857 على يد أسقف ريبون. أُغلِق المبنى في عام 2002، وطوِّر منذ عام 2017 إلى شقق ومكاتب. قُدِّم طلب في عام 2011 لتحويل جزء من المقبرة إلى موقف للسيارات.
قالت صحيفة ليدز إنتيليجنسر وبرادفورد أوبزرفر في عام 1857:
«يوجد مدخل عميق من ثلاث درجات، على الجانب الجنوبي من الكنيسة الداخلية في الجناح الثاني، يرتكز على تيجان وأعمدة. إن الطبلة (سطح القوصرة الغائر) منحوتة بشكل غني بالحجر، وتحمل النقش «الرب قريب من كل من يدعوه» ورمز القديس مرقس الإنجيلي، وهو رمز الأسد، واستُخدِم الخط الغربي في ذلك. تظهر أيضًا على شكل كوب أو كأس يرتكز على أربعة أعمدة من الرخام الرمادي الغامق. إنها إتقان رائع يقدم إنصافًا كبيرًا للسمعة التي اكتسبتها السيدة ماور من ليدز. يحمل الخط أسطورة الكتاب المقدس التالية: «إذا كنت تؤمن من كل قلبك فالخيار بيدك». يظهر منبر الوعظ المثمّن، الذي يوضع على الجانب الشمالي من قوس المذبح، بثماني زوايا، ويحمل كل جانب منه زخرفة ثلاثية الأوراق ويحمل كل منها دائرة مكونة من أربعة أوراق. يتكون منبر الوعظ من من ثلاث درجات، ويرتكز الإفريز فيه على تيجان وأعمدة منحوتة بعمق. يتكون سقف الكنيسة الداخلية من أضلاع مقوسة تتدلى على الجدران وتستقر على أقواس حجرية منحوتة. تتنوع أسقف المدرجات والمذبح في البناء، بينما تتكون نقاط اللقاء الأربعة عند التقاطع من دعامات مقوسة ترتكز على حواف حجرية منحوتة». (ليدز إنتيليجنسر، 14 مارس 1857)

### القاعة الجديدة لمعهد ميكانيكا هاليفاكس، 1855-1857
يقع هذا المبنى المصنف من الدرجة الثانية في شارع كروسلي مقابل تاون هول في هاليفاكس، وهو معروف الآن باسم قاعة مارلبورو. يتكون المبنى من أطناف (وصلات حاملة) منحوتة في الطابق الأرضي، والتي كانت تحمل المصابيح سابقًا. يحتوي الطابق الأول على نوافذ مقوسة ذات طبول منحوتة وأعمدة ضخمة بينها، تعلوها تيجان كورنثية. صُمِّم المبنى من قبل لوكوود وماوسن. قُبِلت المناقصات على المنبى في 11 أبريل 1855، بما في ذلك: «مناقصة أعمال البناء الزخرفية: السيدة ماور، 125 ألف جنيهًا إسترلينيًا».
قالت صحيفة ليدز إنتيليجنسر في عام 1857:
«يتكون الطابق الأرضي، الذي يصل ارتفاعه إلى عشرين قدم من الجسر، من دعامات من الخشب المقولب والمغطى، وينبثق من وسط كل منها قوس مقولب ومنحوت، ويدعم كل منها مصباحًا جميلًا وغطاء ناثرًا للضوء، وتوجد نوافذ دائرية بينها، وذلك بالإضافة إلى دعامات منحوتة وأقواس مزخرفة، وأحجار تتويجية، وألواح نصف دائرية متقنة على قمة كل نافذة». (ليدز إنتيليجنسر 17 يناير 1857).